# Vampyroctena delmarvensis
Vampyroctena delmarvensis — вид гребневиків, єдиний у родині Vampyroctenidae. Описаний у 2020 році.

## Поширення
Вид поширений на північному заході Атлантичного океану. Типовий зразок спійманий біля узбережжя штату Делавер.

## Опис
Має характерний яскраво-червоний мезоглей, великі парагастральні дивертикули, насичено-червоні макроцилії та темно-пігментований кишковий тракт. Тіло циліндричне, видовжене. Гребінні ряди з великими пігментованими ктенами.

## Філогенія
Молекулярний філогенетичний аналіз на основі транскриптомічних даних визначає V. delmarvensis, як найближчого відомого родича Euplokamis dunlapae (Euplokamididae), у кладі, яка є сестринською для всіх інших родів ктенофорів.